# NGC 6423
NGC 6423 este o seyfert 1 galaxy⁠(d) situată în constelația Dragonul. A fost descoperită în 1 august 1883 de către Lewis A. Swift.